# Gretsch

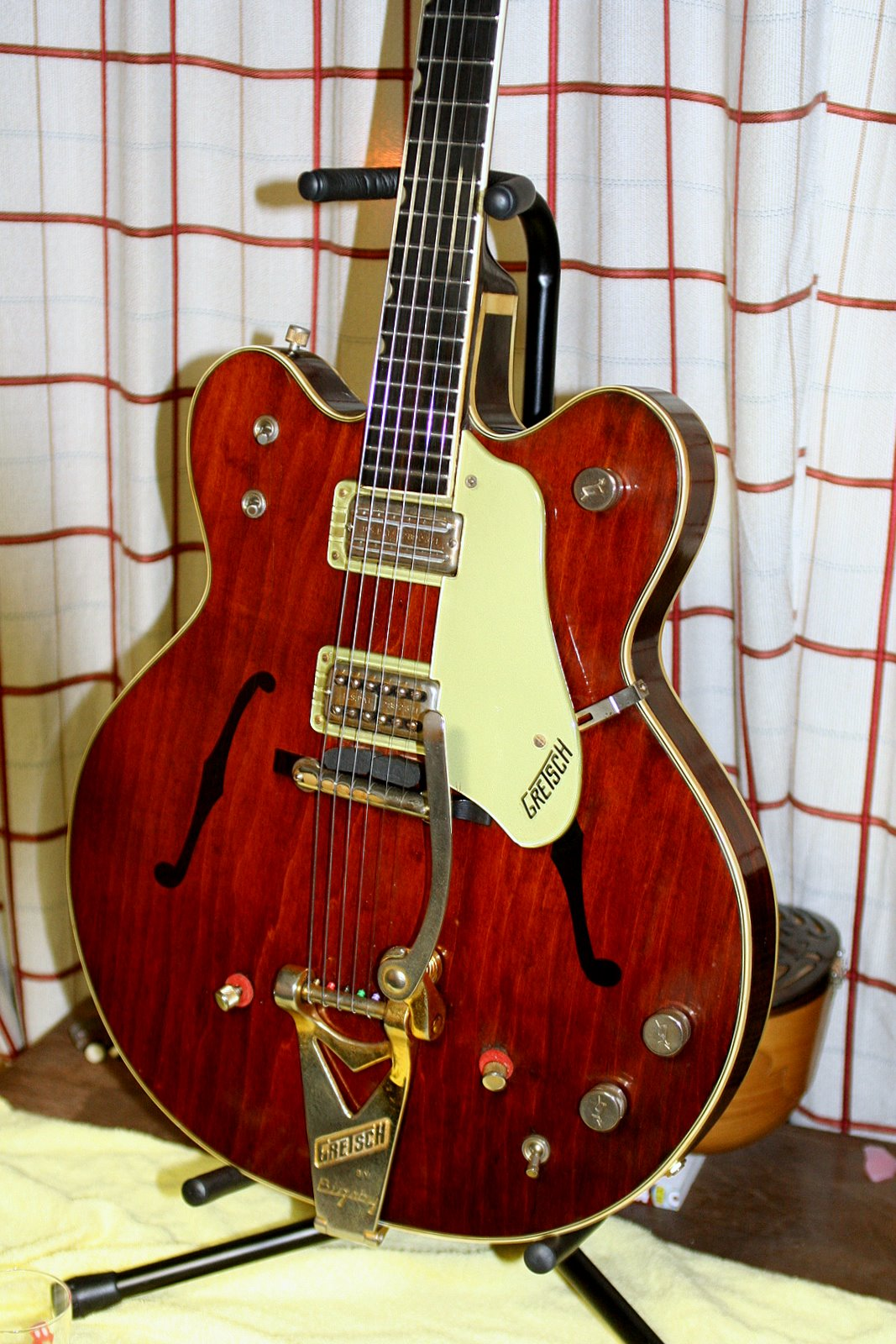
Gretsch Country Gentleman

Gretsch é um fabricante de instrumentos musicais, fundada em 1883 nos Estados Unidos por Friedrich Gretsch, um imigrante alemão.
Ao longo de sua história a Gretsch ficou conhecida por modelos de guitarras que produziu, como a White Falcon, Round Up, Silverjet, Twist, Country Gentleman, Brian Jones, Late Falcon ou Duo Jet, dentre outros que se tornaram ícones nas mãos de músicos como John Frusciante, Eddie Cochran, Michael Guy Chislett, Elvis Presley, Bono, Chet Atkins, Lou Reed, George Harrison, Phil Keaggy, Brian Setzer, Billy Duffy ou Malcolm Young.
Atualmente a marca Gretsch mantém sua produção de modelos novos ou reedição dos clássicos, tendo sua linha de guitarras produzida e distribuída por Fender e a de baterias por Kaman.